# Gernot Bubenik
Gernot Bubenik (* 1942 in Troppau) ist ein bildender Künstler. Er ist tätig in der Malerei, Siebdruck und Radierung, Objekte zum Thema Kunst und Wissenschaft. Bekannt wurde Bubenik in den 60er Jahren mit seinen Grafischen Schautafeln. 1967 erhielt er den Deutschen Kritikerpreis und 1968 den Preis der Grafik-Biennale Tokio. Seine Werke aus den 60er bis 70er Jahren befinden sich in hochangesehenen Sammlungen wie z. B. die des Museums of Modern Art, New York.

## Leben
Bubenik macht seit 1969 Fotorealistische Malerei in Lack auf Metall mit der Spritzpistole als Malwerkzeug (später „Airbrush“ genannt). 
Seit 1980 fertigt er Körperdrucke, Farbaktionen und Lichtspuren. „Fingerschmetterlinge“, „Handschmetterlinge“, „Körperschmetterlinge“: Der „Schmetterlingsmensch“ und gleichzeitig Computergrafik.
Von 1971 bis 1973 hatte er einen Lehrauftrag für Malerei an der Hochschule für Bildende Kunst Berlin. 1986 erhielt er eine Werkausstellung in der Staatlichen Kunsthalle Berlin.
Seit 1986 hält er eine Werkstatt für Ökologie mit dem Wurmkomposter für Innenräume und Werkstatt für Farbaktionen mit kompostierbaren Farbmassen. Zwischen 1991 und 1995 hatte er einen Lehrauftrag für experimentellen Siebdruck an der Hochschule für Bildende Kunst Berlin. Dabei kam es zur Entwicklung einer giftfreien, kompostierbaren Siebdruckfarbe und einer kindgemäßen Arbeitstechnik für den manuellen Siebdruck.
Von 1992 bis 2005 arbeitete er an der Realisierung des Kulturprojektes „Kunst und Ökologie“ in Kooperation mit dem Kulturbüro Kreuzberg, der Jugendförderung im Bezirk, Kinderhäusern, Jugendfreizeiteinrichtungen und Schulen unter der Mitarbeit von insgesamt ca. 3000 Kindern und Jugendlichen. Er hatte seit 1993 Ausstellungen und Workshop unter anderem in Lagos (Nigeria: „Spirit of hand“), Brasilien („arte e ecologia“, Ecomuso Foz do Iguaçu) und Deutschland.
2006 gewann das von Bubenik betreute Schulprojekt „Farbenzirkus“ beim Wettbewerb Kinder zum Olymp! der Kulturstiftung der Länder den Preis in der Sparte Film und neue Medien an Grundschulen.
Gernot Bubenik war maßgeblich an der Gründung der Künstlersozialkasse beteiligt.